# کریم حسامی
کریم حسامی (۱۹۲۶–۲۰۰۱) نویسنده و مترجم کرد که از سال ۱۹۷۱ تا ۱۹۸۱ به عضویت دفتر سیاسی حزب دمکرات کردستان انتخاب شد. در سومین کنگره حزب دموکرات کردستان در سال ۱۹۷۲ برای اولین بار برای پست جایگزین دبیر اول حزب انتخاب شد.کریم حسامی از افرادی بود که به همراه غنی بلوریان علیه قاسملو اقدام به مخالفت نموده و سرانجام بعد از جدا شدن از ایشان، خود را پیرو کنگره چهارم معرفی می کند.

## زندگی
حسامی در (۱۹ دی ماه ۱۳۰۵ شمسی) در روستای به‌یره‌م در حوالی مهاباد چشم به جهان گشود و به علت تومور مغزی در ۶ اکتبر ۲۰۰۱ در بیمارستانی در استکهلم چشم از جهان فروبست.
حسامی در جوانی به صفوف جمعیت احیای کرد (کومه لهٔ ژ – ک) و حزب دمکرات کردستان پیوست و درمقاطع حساس تاریخی بویژه قبل از انقلاب ایران از شخصیت‌های تعیین کننده سیاست‌های حزب دمکرات کردستان بود. او از گویندگان رادیو پیک ایران و از جمله نخستین افرادی بود که به بازنگاری تاریخ معاصر کردستان ایران پرداخته.

## آثار
- انتشار نشریه عصر جدید (سه رده می نوی) به زبان کردی
- ترجمه نان و شراب نوشته اینیاتسیو سیلونه
- ترجمه آزادی یا مرگ نوشتهٔ نیکوس کازانتزاکیس
- ترجمه مادر نوشتهٔ ماکسیم گورکی
- ترجمه افسانه‌های کردی – رودینکو
- ترجمه زمین کوچک
- مسئله کرد در پارلمان سوئد
- خاطرات (۱۱ جلد)
- کاروانی از شهیدان کردستان